# Skrýchov
Skrýchov (německy Skreichau) je malá vesnice, část obce Studená v okrese Jindřichův Hradec v Jihočeském kraji. Nachází se asi 2,5 kilometru jihovýchodně od Studené. Je zde evidováno 28 adres. V roce 2011 zde trvale žilo 32 obyvatel.
Skrýchov je také název katastrálního území o rozloze 4,2 km².

## Historie
První písemná zmínka o vesnici pochází z roku 1407.

## Obyvatelstvo
| Rok            | 1869 | 1880 | 1890 | 1900 | 1910 | 1921 | 1930 | 1950 | 1961 | 1970 | 1980 | 1991 | 2001 | 2011 | 2021 |
| -------------- | ---- | ---- | ---- | ---- | ---- | ---- | ---- | ---- | ---- | ---- | ---- | ---- | ---- | ---- | ---- |
| Počet obyvatel | 140  | 136  | 156  | 145  | 146  | 149  | 140  | 107  | 88   | 74   | 71   | 52   | 42   | 32   | 40   |
| Počet domů     | 24   | 25   | 24   | 24   | 24   | 24   | 24   | 24   | 22   | 21   | 22   | 23   | 22   | 22   | 25   |

## Obecní správa
Při sčítání lidu v letech 1850–1975 Skrýchov byl samostatnou obcí, se kterým patřil nejprve do okresu Dačice, ale od roku 1960 v okrese Jindřichův Hradec. Od 1. ledna 1976 je částí obce Studená v okrese Jindřichův Hradec.